# Ruth João
Ruth Francisco João (n. 17 octombrie 1998, la Luanda) este o handbalistă angoleză care joacă pentru clubul românesc SCM Craiova și pentru echipa națională a Angolei. João evoluează pe postul de pivot.
Handbalista a reprezentat Angola la campionatul mondial U20 din 2018 și la campionatul mondial pentru senioare din 2019.
João a evoluat timp de mai mulți ani la echipa 1º de Agosto și s-a transferat apoi la Kastamonu Belediyesi GSK, unde a jucat între 8 septembrie 2021 și 3 ianuarie 2022, când a plecat la Paris 92. În februarie 2022 a fost anunțată venirea ei la HC Dunărea Brăila, dar transferul nu s-a finalizat.

## Palmares
- Trofeul Carpați:
  -  Câștigătoare: 2019